# Kablukî, Nijîn
Kablukî (în ucraineană Каблуки) este un sat în comuna Vertiivka din raionul Nijîn, regiunea Cernihiv, Ucraina.

## Demografie
Componența lingvistică a localității Kablukî
     Ucraineană (97,83%)
     Rusă (1,45%)
     Alte limbi (0,72%)
Conform recensământului din 2001, majoritatea populației localității Kablukî era vorbitoare de ucraineană (97,83%), existând în minoritate și vorbitori de rusă (1,45%).